# Национална агенция за оценяване и акредитация
Националната агенция за оценяване и акредитация (НАОА) е орган към Министерския съвет на Република България, който контролира дейността на висшите училища и научните организации. Тя е създадена в края на 1996 година.
Наличието на акредитация от агенцията е необходимо условие за легалното функциониране на висшите училища в България и отделните професионални направления, по които те провеждат обучение. Освен акредитация тя провежда и следакредитационно наблюдение и контрол на качеството на дейностите. От 2008 НАОА е член на Европейската асоциация на агенциите за осигуряване на качеството във висшето образование, с което акредитациите, издадени от нея, се признават за валидни в целия Европейски съюз.
Органи за управление на агенцията са Акредитационният съвет и неговият председател, който е и председател на НАОА. Акредитационният съвет се състои от 11 членове – хабилитирани лица, представители на висшите учебни заведения, БАН, Селскостопанска академия и Министерството на образованието и науката. Те се назначават от министър-председателя за еднократен мандат от шест години, като половината от състава се обновява на три години. От 09 октомври 2023 г. председател на НАОА е проф. д-р Елиза Стефанова.